# شتاینکیرشن (نیدرزاکسن)
شتاینکیرشن (به آلمانی: Steinkirchen) یک شهر در آلمان است که در Lühe واقع شده‌است. شتاینکیرشن ۱٬۶۲۹ نفر جمعیت دارد.